# Abies spectabilis
Espèce
Synonymes
- Pinus spectabilis D.Don

Statut de conservation UICN

 NT  : Quasi menacé
Abies spectabilis, le sapin de l'Himalaya oriental, est une espèce de plantes de la famille des Pinacées. C'est un conifère dont la zone de répartition couvre l'Himalaya depuis l'Afghanistan jusqu'au Bhoutan dont le statut UICN est quasi menacé.

## Description
Le sapin de l'Himalaya mesure jusque 50 m de hauteur pour 1,5 m de circonférence[réf. nécessaire]. Il a une cime conique clairsemée présentant souvent un aspect décharné. Ses aiguilles mesurent de 2,5 à 6 cm pour une largeur de 2,5 à 3,5 mm[réf. nécessaire]. Elles sont vertes sur le dessus et argentées sur le dessous avec deux rangées de stomates. Les cônes sont de 14 à 18 cm pour 5 à 6 cm de large[réf. nécessaire]. Ils sont d'abord violets puis deviennent bruns à maturité. Les graines font un centimètre de long avec une aile cunéiforme.

## Répartition
Sa zone de répartition couvre l'Himalaya depuis l'Afghanistan jusqu'au Bhoutan : Afghanistan, Chine (Tibet), sous-continent indien, Népal, Pakistan, ouest Himalayen.
On le trouve entre 2 600 et 3 800 m d'altitude[réf. nécessaire]. Il préfère les substrats neutres ou acides. Il apprécie des étés pluvieux.

## Synonymes
Sapin de l'Himalaya, sapin de Webb, sapin du Sikkim, sapin de l'est de l'Himalaya (en anglais : East Himalayan Fir).